# Al-Dżiza (Syria)
Al-Dżiza (arab. الجيزة) – miasto w Syrii, w muhafazie Dara. W 2004 roku liczyło 14 700 mieszkańców.